# Talbrücke Twiste
Die Talbrücke Twiste, auch Twistetalbrücke genannt, ist die zwischen den Warburger Ortsteilen Welda und Wormeln im nordrhein-westfälischen Kreis Höxter über die Twiste führende Autobahnbrücke der Bundesautobahn 44. Sie ist 637 m lang und bei der Brückenmitte 57 m hoch; anderen Angaben zufolge sind es 650 m Länge und nur 47 m Höhe.

## Geographische Lage
Die Twistetalbrücke steht im Süden des Naturparks Teutoburger Wald/Eggegebirge zwischen den Anschlussstellen Warburg (Nr. 65; Fahrtrichtung Dortmund), die 950 m nordwestlich liegt, und Breuna (Nr. 66; Fahrtrichtung Kassel), die sich 8,5 km südöstlich befindet; die hessische Grenze ist in Fahrtrichtung Dortmund 2,7 km und in Fahrtrichtung Kassel 2 km entfernt (alle Entfernungen sind von der Brückenmitte gemessen). Flussabwärts betrachtet liegen in Brückennähe an der unter dem Bauwerk auf etwa 167 m ü. NHN Höhe fließenden Twiste die Warburger Ortsteile Welda im Südsüdwesten und Wormeln im Nordnordosten. Die Brücke befindet sich auf 218 m (Nordwestwiderlager) bis 230 m ü. NHN (Südostwiderlager), woraus sich durchschnittlich 224 m Höhe ergeben.
Unter der Brücke hindurch führt die parallel zum Fluss angelegte Landesstraße 552 (Welda–Wormeln); von dieser verläuft die bei Welda beginnende L 837 zur Anschlussstelle Warburg, an der die Straße in die in Richtung Germete und Warburg verlaufende Bundesstraße 252 übergeht. Außerdem verläuft unter der Brücke auf der Trasse der ehemaligen Bahnstrecke Warburg–Sarnau der Radweg der Twisteweg.
Nordwestlich der Brücke liegt in Fahrtrichtung Dortmund bei der Anschlussstelle Warburg der Weldaer Berg (230,6 m) mit dem Naturschutzgebiet Weldaer Berg und südsüdöstlich in Fahrtrichtung Kassel der Hoppenberg (246,2 m) mit dem Naturschutzgebiet Hoppenberg. In Fahrtrichtung Kassel befindet sich der Autobahnparkplatz Hoppenberg (ca. 244 m) und 2,05 km südöstlich davon in Fahrtrichtung Dortmund der Autobahnparkplatz Unter den Buchen (273,3 m).

## Geschichte und Beschreibung
Der Bau der Twistetalbrücke begann 1968 und endete 1971. Auftraggeber war das Land Nordrhein-Westfalen und Bauherr das Bundesministerium für Verkehr, Bau- und Wohnungswesen.
Die 637 m lange und maximal etwa 47 m hohe Balkenbrücke überspannt die Niederung der Twiste leicht bogenförmig. Die unmittelbar nebeneinander stehenden Zwillingsbrücken haben pro Fahrtrichtung durchlaufende Hohlkästen aus Spannbeton. Sie wurden mit jeweils acht Brückenpfeilern und neun Brückensegmenten aus Stahl- und Spannbeton errichtet.

## Foto

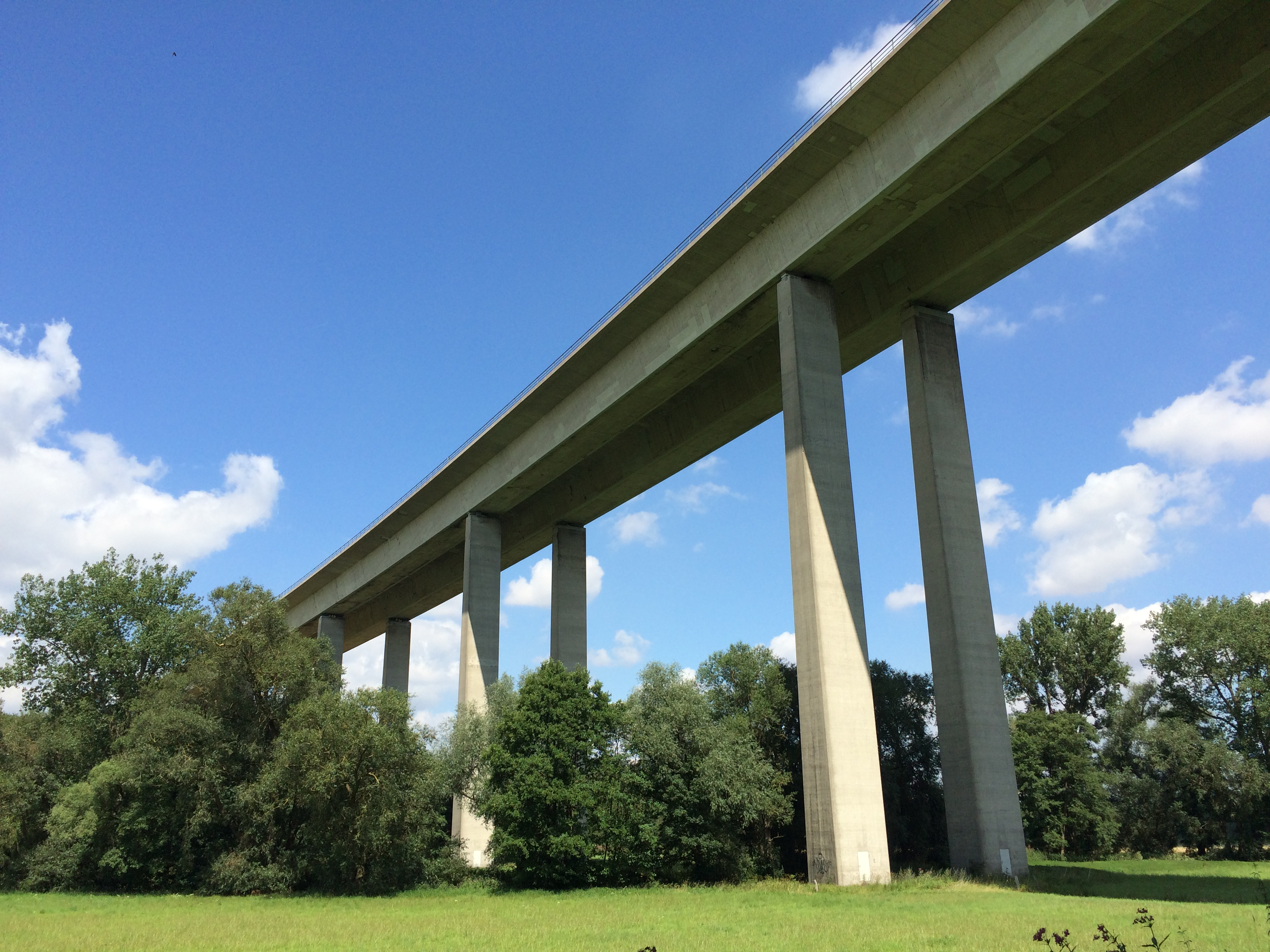
Twistetalbrücke: Blick vom Twisteweg (Radweg; ehemalige Bahnstrecke Warburg–Sarnau)